# ذهبي الصدفية
ذهبي الصدفية (الاسم العلمي: Chrysopsora)، جنس فطور من رتبة الشقرانيات وفصيلة الشقرانية.